# ایبی ناتان

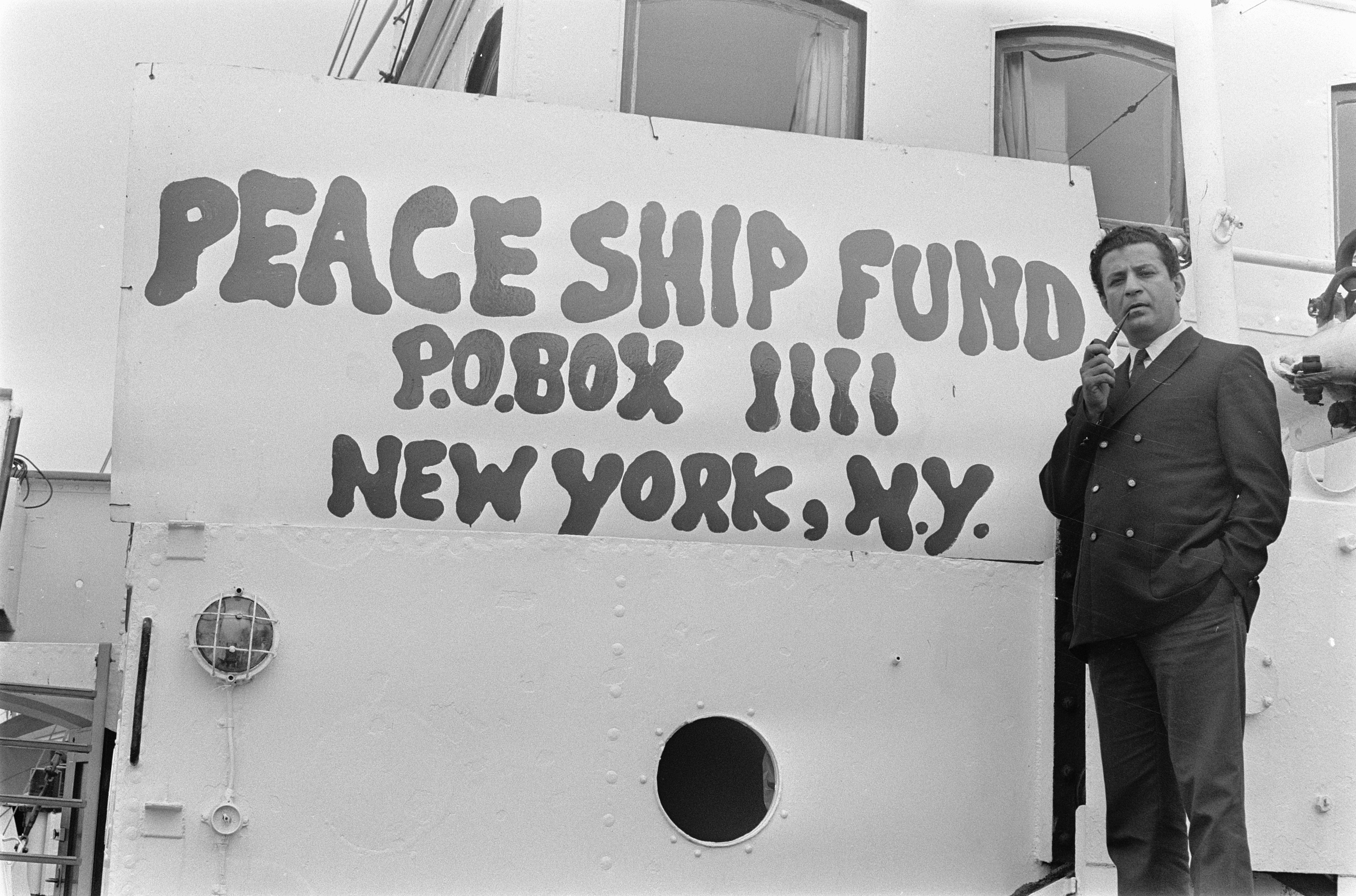
یبی ناتان

ایبی ناتان (به عبری: אייבי נתן) (۱۹۲۷–۲۰۰۸) کوشنده ایرانی‌الاصل صلح‌طلب اسرائیلی بود. او هوادار مذاکره با فلسطینیان بود و بارها برای اعتراض به سیاست‌های اسرائیل دست به اعتصاب غذا زد.
وی از پایه گذاران رادیوی صدای صلح بود.